# Tersilochus brevissimus
Tersilochus brevissimus är en stekelart som beskrevs av Horstmann 1981. Tersilochus brevissimus ingår i släktet Tersilochus och familjen brokparasitsteklar. Inga underarter finns listade i Catalogue of Life.